# Lorthån (Särna socken, Dalarna, 683951-132830)
Lorthån är en sjö i Älvdalens kommun i Dalarna och ingår i Dalälvens huvudavrinningsområde.